# M109
М109 (NGC 3992) е пресечена спирална галактика, разположена по посока на съзвездието Голяма мечка, близо до звездата Фекгда (γ UMa). Открита е от Пиер Мешен през 1781. По-късно, Уилям Хершел преоткрива галактиката, но погрешно я определя като планетарна мъглявина.
М109 се намира на около 55 млн. св.г. от Земята, а диаметърът ̀и е около 130 000 св.г, което отговаря на ъглови размери 7',6x4',7.
През 1956, в галактиката е избухнала свръхнова, която в максимума на своя блясък е достигнала видима звездна величина +12.6.
M109 е най-голямата галактика от групата галактики М109, която съдържа около 50 галактики. 